# I-19
I-19 — підводний човен Імперського флоту Японії, який брав участь у Другій світовій війні. Відомий передусім потопленням американського важкого авіаносця «Восп».

## Передвоєнна історія
Корабель спорудили на корабельні компанії Mitsubishi у Кобе. Човни типу B, підтипу B1 (він же клас I-15), до яких належав I-19, мали великі розміри (їх надводна водотоннажність перевищувала підводний показник океанських підводних човнів США) та могли нести розвідувальний літак або, після переобладнання, міні-субмарину для диверсійних операцій.
I-19 закінчили у квітні 1941-го та включили до складу 2-ї дивізії підводних човнів. З 11 листопада того ж року I-19 став флагманським кораблем цього загону.

## Операція проти Перл-Гарбору
20—23 листопада 1941-го року човен перейшов із Йокосуки до затоки Хітокаппу на острові Еторофу (наразі затока Касатка на Ітурупі), мавши на борту літак Watanabe E9W «Слім». 26 листопада I-19 вийшов звідси разом з підводними човнами I-21 та I-23 (завдання — прикривати ударне авіаносне з'єднання, що мало атакувати Перл-Гарбор).
7 грудня, в день нападу на головну базу Тихоокеанського флоту США, I-21 патрулював за дві сотні кілометрів на північний схід від острова Оаху. Після атаки всі три підводні човни дістали наказ зібратись у районі за п'ять з половиною сотень кілометрів на схід від острова Мауї.
9 грудня один з підводних човнів виявив авіаносець у супроводі двох крейсерів, після чого I-19 та ще 6 човнів дістали наказ перехопити вороже з'єднання. Щоб виконати наказ, вони пішли в надводному положенні, в якому мали доволі високу швидкість, втім, наздогнати «Ентерпрайз» так і не вдалось. Під час погоні 10 грудня I-19 двічі марно атакували авіаносні літаки.

## Дії біля узбережжя Каліфорнії
14 грудня 1941-го, по завершенні погоні за авіаносцем, I-19 та ще 8 підводних човнів перенацілили для дій біля західного узбережжя Америки.
21 грудня I-19 випустив торпеду по норвезькому судну «Panama Express», проте промахнувся. Після цього він сплив на поверхню та узявся за переслідування, проте не досягнув успіху («Panama Express» переживе війну). 22 грудня біля Пойнт-Аргуельо (Каліфорнія) човен годину переслідував танкер «H. M. Storey», після чого дав залп двома торпедами, за якими випустив третю. Втім, усі вони пройшли повз ціль («H. M. Storey» буде потоплений японським підводним човном I-25 у травні 1943-го). Вранці 24 грудня I-19 випустив торпеду по лісовозу «Barbara Olson», проте вона пройшла під атакованим судном (у підсумку воно переживе війну та загине вже у 1964 році, коли буде викинуте на узбережжя Перу).
Того ж 24 грудня I-19 нарешті досягнув успіху, коли одна з випущених торпед поцілила лісовоз «Absaroka» (5698 тонн). Останній викинувся на берег біля Форт-Макартур та був втрачений. Переобладнаний патрульний катер «Аметист» прибув на місце атаки та безрезультатно скинув 32 глибинні бомби.

## Розвідка Перл-Гарбору
Надвечір 4 січня 1942-го при поверненні на базу I-19 провів розвідку Перл-Гарбору за допомогою свого літака. При запуску виникла проблема з катапультою і «Слім» опинився у воді побіч з підводним човном. У той час з'явився патрульний катер, після чого I-19 екстрено занурився одночасно зі зльотом гідролітака. Протягом години I-19 ухилявся від ворожого корабля.
Через 2 години та 40 хвилин «Слім» повернувся й доповів, що виявив у Перл-Гарборі авіаносець, 9 крейсерів та 6 менших військових кораблів.
7 та 8 січня I-19 був тричі безрезультатно атакований патрульними літаками PBY «Каталіна», а 15 січня прибув на базу на атолі Кваджалейн (Маршалові острови).

## Другий наліт на Перл-Гарбор
У січні 1942-го японське командування склало план ще одного обмеженого нальоту на Перл-Гарбор, який мали здійснити два чотиримоторні літаючі човни Kawanishi H8K «Емілі». Вони мали вилетіти з бази на атолі Вотьє (Маршаллові острови), приземлитись у районі атола Френч-Фрігейт-Шолс (дев'ятсот кілометрів на північний захід від Гонолулу) для дозаправки від підводних човнів, після чого продовжити свій рейд.
Під час підготовки операції літаки з американського авіаносця «Ентерпрайз» здійснили 1 лютого атаку на атоли Вотьє та Кваджалейн, при цьому на останньому був потоплений транспорт і пошкоджені легкий крейсер та ще кілька кораблів і суден. Після цього I-19 та ще 8 підводних човнів дістали наказ вийти на перехоплення ворожого авіаносця, що, втім, не привело до якогось результату.
Тим часом для участі в операції проти Перл-Гарбору відібрали 5 підводних човнів. I-19, I-15 та I-26 дообладнали, розмістивши в їхніх ангарах по шість резервуарів для авіаційного палива. I-9 мала бути між Вотьє та Френч-Фрігейт-Шолс і виконувати функцію маяка, а I-23 мала провадити метеорологічну розвідку та в разі потреби забезпечувати порятунок пілотів у районі самого Перл-Гарбору.
4 березня човни-заправники прибули до Френч-Фрігейт-Шолс, причому I-19 та I-15 визначили як основні, а I-26 як резервний. Після заходу сонця до місця рандеву дістались «Емілі», котрі після дозаправки вилетіли на схід, через сім годин провели бомбардування Гонолулу та повернулись на Маршаллові острови. Хоча сама операція пройшла за планом, скинуті бомби не завдали серйозної шкоди запланованим цілям — ремонтним потужностям, де йшло відновлення пошкоджених кораблів.
21 березня I-19 прибув до Йокосуки на ремонт.

## Вторгнення на Алеутські острови
15—17 травня 1942-го I-19 перейшов на північ Хонсю до військово-морської бази Омінато, а за кілька діб вирушив до Алеутських островів разом з I-9, I-15 та I-17. 26 травня він провів рекогносцировку Нікольської затоки на острові Умнак, після чого рушив до острова Богослов, де збирався випустити свій літак у розвідувальний політ. Під час підготовки до запуску раптово з'явився американський бойовий корабель, що примусило I-19 до екстреного занурення, під час якого гідролітак виявився незворотно пошкодженим.
29 та 30 травня човен із підводного положення провів рекогносцирування Датч-Гарбору. 18 червня I-19 здійснив розвідку затоки Макушин на острові Уналашка, а наступної доби виявив присутність ворожих військ в Оттер-Пойнт на Умнаці.
7 липня I-19 прибув до Йокосуки.

## Початок дій на Соломонових островах
7 серпня 1942-го союзники висадились на сході Соломонових островів, що започаткувало шестимісячну битву за Гуадалканал. 15 серпня I-19 полишив базу та попрямував у район Соломонових островів, мавши на борту літак Yokosuka E14Y «Глен» (того ж дня з Йокосуки до Океанії вирушили ще 4 кораблі зі складу тієї ж 1-ї ескадри підводних човнів — I-9, I-15, I-17 та I-26).
В останній декаді серпня японське командування організувало доставку на Гуадалканал підкріплень, проведення яких вилилось у битву при східних Соломонових островах. Напередодні неї, 23 серпня, I-19, що йшов у надводному положенні, виявив та без успіху атакував ворожий літак. Під час битви авіаносних з'єднань 24 серпня човен весь день патрулював під водою, а наступного дня виявив авіаносець. I-19 занурився та спробував зайняти положення для атаки, проте в підсумку не зміг зблизитись на дистанцію торпедного залпу. 26 серпня човен встановив сонарний контакт із загоном авіаносця «Восп», проте знову не досяг успіху.
26 серпня I-19 та ще сім підводних човнів дістали наказ зайняти позиції на південь та схід від острова Сан-Крістобаль для перехоплення ворожих комунікацій до Гуадалканалу.
28 серпня літак з I-19 провів розвідку затоки Грасіоза-Бей на острові Нендо (острови Санта-Крус), де виявили есмінець та 6 літаючих човнів. Увечері 31 серпня I-19 протягом 10 хвилин обстрілював Грасіоза-Бей із гармати.

## Потоплення авіаносця «Восп»
13 вересня 1942-го за п'ять з половиною сотень кілометрів на південний схід від Гуадалканалу японський розвідувальний літак виявив вороже з'єднання, до складу якого входив авіаносець. Після цього I-19 та ще вісім підводних човнів дістали наказ сформувати патрульну лінію та перехопити цю групу.
15 вересня о 9:50 в районі за дві з половиною сотні кілометрів на південний схід від острова Сан-Крістобаль I-19 встановив сонарний контакт з великим ворожим загоном. Дві сформовані навколо авіаносців «Восп» і «Хорнет» групи бойових кораблів прямували на відстані півтора десятки кілометрів одна від одної та забезпечували проведення 6 транспортів з полком морської піхоти на борту від острова Еспіриту-Санто (Нові Гебриди) до Гуадалканалу.
Через годину після встановлення гідроакустичного контакту командир I-19 зміг побачити в перископ ворожі кораблі на відстані 17 км. Загін йшов протичовновим зигзагом і в якийсь момент авіаносець «Восп» змінив курс та почав рухатись до I-19. Об 11:45 з підводного човна випустили 6 торпед по цілі, яка в той момент перебувала на дистанції близько 900 метрів. Дві чи три з них поцілили «Восп» та викликали пожежу, а решта виявилась на курсі, що перетинався з курсом групи авіаносця «Хорнет». Хоча загрозу помітили з есмінця «Ленздаун», проте лінкор «норт Керолайна» не встиг ухилитись і об 11:52 був уражений поблизу носової башти головного калібру. Корабель прийняв 4 тисячі тонн води, проте загрозливіших наслідків не настало. Ще одна торпеда об 11:54 влучила в есмінець «О'Браєн», а третя пройшла поблизу «Хорнета».
I-19 занурився на 75 метрів та зайняв позицію в кільватерному струмені авіаносця, що дозволило йому ухилитись від контратаки — кораблі ескорту скинули близько 30 глибинних бомб, проте не змогли уразити підводний човен.
Біля опівдня на «Воспі» вибухнули ємності з пальним. О 15:20 був відданий наказ полишити корабель, який гине. Після виконання цього наказу есмінець «Ленздаун» випустив 5 торпед та добив «Восп». Внаслідок атаки на авіаносці загинули 193 особи.
Можливо відзначити, що після битви при Мідвеї американці мали на Тихому океані 4 важкі авіаносці проти 3 у японців. Враховуючи, що 24 серпня в битві біля східних Соломонових островів був пошкоджений авіаносець «Ентерпрайз» (повернувся до зони бойових дій лише у другій половині жовтня), а 31 серпня підводний човен I-26 вивів з ладу авіаносець «Саратога» (вийшов після ремонту з Перл-Гарбору в другій декаді листопада), потоплення «Восп» дозволило японським силам на місяць дістати істотну перевагу у важких авіаносцях, з чого вони, втім, так і не змогли скористатися.
«О'Браєн», попри завдані пошкодження, зміг і далі рухатися власним ходом та 16 вересня прибув на Еспіриту-Санто. Тут він пройшов екстрений ремонт, після чого перейшов до Нумеа (Нова Каледонія), де перебувало ремонтне судно Argonne. 10 жовтня «О'Браєн» вирушив для капітального відновлення на корабельні у Сан-Франциско. Після виходу 16 жовтня з Фіджі почався посилений приплив води в корпус корабля і есмінець змінив курс, сподіваючись дійти до Самоа. Втім, вранці 19 жовтня корпус есмінця через завдані пошкодження силового набору та наявні навантаження розколовся навпіл. За дві години по тому корабель затонув, пройшовши від місця ураження торпедою 5600 кілометрів. Усіх членів екіпажу врятували.
Що стосується I-19, то 20 вересня він полишив район бойового патрулювання та 25 вересня прибув на схід Каролінських островів на атол Трук (ще до війни тут була створена потужна база ВМФ, з якої до лютого 1944-го провадились операції у цілому ряді архіпелагів).

## Рейс до Нової Каледонії
5 жовтня човен вийшов з Труку, мавши на борту літак Yokosuka E14Y «Глен». За допомогою останнього 19 жовтня провели розвідку Нумеа, проте при прийомі літального апарата на борт він був втрачений.
I-19 безрезультатно патрулював поблизу Нової Каледонії до 12 листопада. Тим часом японське командування організувало великий конвой для доставки підкріплень на Гуадалканал, що призвело до вирішальної битви поблизу цього острова. У ній японці зазнали поразки, а всі транспорти втратили (хоча частина з них і змогла викинутись на берег, доправивши, таким чином, хоча б частину підкріплень та вантажів). Враховуючи важку логістичну ситуацію, вирішили залучити до перевезень на Гуадалканал підводні човни. Як наслідок, I-19 прибув до якірної стоянки Шортленж — прикритої групою невеликих островів Шортленд акваторії біля південного завершення острова Бугенвіль, де зазвичай відстоювались легкі бойові кораблі та перевалювали вантажі для подальшої відправки на схід Соломонових островів.

## Постачання Гуадалканалу
22 листопада 1942-го I-19 вирушив з району Шортленд разом із I-17.  24 листопада підводні човни досягнули затоки Камімбо-Бей (на західному узбережжі Гуадалканалу поблизу мису Есперанс), проте почате розвантаження невдовзі перервали через наліт авіації. 27 листопада I-19 повернувся на Шортленд, після чого попрямував на Трук, якого досягнув через три доби.
Враховуючи ризик атак під час розвантаження, японці розробили плавучі гумові контейнери, що могли кріпитись на верхній палубі підводного човна й вивільнятись у підводному положенні з розрахунку, що їх винесе на берег (втім, за можливості ті самі контейнери в пункті призначення передавали на плавзасоби, що дозволяло уникнути втрат вантажу).
22 грудня I-19 вирушив з Труку, мавши на борту вантаж у зазначених вище контейнерах. 25 грудня він прибув до району Шортленд, а наступної доби вийшов у другий транспортний рейс до Гуадалканалу. 30 грудня після заходу сонця човен вивантажив у Камімбо-Бей 25 тонн, а 1 січня повернувся на Шортленд. У наступні дні I-19 здійснив ще два такі рейси, побувавши біля узбережжя Гуадалканалу 4 січня (вантаж 15 тонн) та 9 січня (12 тонн).
13 січня човен вирушив з Шортленду на Трук, куди прибув через три доби. Після цього 18—25 січня I-19 перейшов до Йокосуки для ремонту, котрий тривав до середини березня (за цей час японці встигли на початку лютого евакуювати залишки гарнізону Гуадалканалу).

## Похід до Нових Гебридів та Фіджі
24—30 березня 1943-го човен перейшов з Йокосуки на Трук, а 4 квітня вирушив до району бойового патрулювання поблизу Нових Гебридів та Фіджі.
29 квітня за сотню кілометрів на південний захід від острова Віті-Леву (Фіджі) I-19 атакував судно типу «Ліберті» Peter Silvester, котре прямувало з острова Еспіриту-Санто (де перебувала головна база союзників на Нових Гебридах) до Сан-Франциско. Обидві торпеди пройшли під кілем та вибухнули не завдавши пошкоджень (Peter Silvester буде потоплений німецьким підводним човном U-862 у лютому 1945-го).
Наступної доби в районі за дві сотні кілометрів на південь від Віті-Леву човен зустрів інше судно типу «Ліберті» Phoebe A. Heartst (7176 тонн), котре без охорони прямувало з Нумеа до Самоа. Після тригодинної погоні I-19 торпедував і потопив його. З 1 по 14 травня весь екіпаж із 56 моряків врятували, причому 23 з них вдалось самостійно досягнути острова Тофуа.
2 травня, все так же поблизу архіпелагу Фіджі, I-19 торпедував судно типу «Ліберті» «William Williams», котре без охорони прямувало із Суви до островів Тонга. Побачивши, що команда перейшла на рятувальні засоби, японський підводний човен полишив район атаки. Після цього моряки з пошкодженого транспорту повернулись на борт і на буксирі в сітьового загороджувача «Каталпа» змогли досягнути Суви 7 травня.
16 травня човен торпедував і потопив судно типу «Ліберті» «William K. Vanderbilt» (7181 тонна), яке перебувало на шляху від Порт-Віла (острів Ефате) до Суви.
6 червня I-19 повернувся на Трук.

## Другий похід до Нових Гебридів та Фіджі
4 липня 1943-го I-19 знову попрямував у той же район, де він діяв під час попереднього походу.
15 липня човен через перископ провів рекогносцирування гавані Луганвіля (острів Еспіриту-Санто), де виявив кораблі, ідентифіковані як авіаносець та два важкі крейсери. Через кілька діб I-19 так само рекогносцирував фіджійські затоки Нанді-Бей (Вануа-Леву) та Лаутала-Бей (Віті-Леву), доповівши про наявність тут кількох авіаносців і лінійних кораблів. 11 серпня він провів другу рекогносцировку Лаутала-Бей.
13 серпня в районі Фіджі I-19 торпедував судно типу «Ліберті» «M. H. DeYoung», що перебувало на шляху від Еспіриту-Санто. Торпеда повністю зруйнувала машинне відділення, проте завдяки наявності серед розташованого у трюмі вантажу великого понтону судно не затонуло. Надалі його привели на буксирі канадського танкера на Тонга, після чого перетворене на плавучий склад, який до кінця війни використовували на Еспіриту-Санто та Філіппінах (наприкінці 1940-х цей корпус продали на злам).
9 вересня човен повернувся на Трук.

## Останній похід
17 жовтня I-19 вийшов з Труку та невдовзі прибув на атол Кваджалейн, де мав прийняти літак Yokosuka E14Y для проведення розвідки над Перл-Гарбором.
23 жовтня I-19 полишив Кваджалейн, мавши першочергове завдання разом з підводними човнами I-35, I-36, I-169 та I-175 діяти проти великого конвою, що рухався від Гаваїв. Втім, якихось результатів це не дало і 13 листопада I-19 попрямував для проведення згаданої вище розвідки.
17 листопада Yokosuka E14Y здійснив політ над Перл-Гарбором, де пілот виявив один авіаносець та один лінійний корабель, після чого вдало приводнився поблизу підводного човна. Втім, через появу патрульного корабля літак не встигли підняти на борт і знищили.
Тим часом 20 листопада американські сили вторгнення, котрі налічували десятки великих бойових кораблів та дві сотні транспортних суден, почали операцію, щоб здобути острови Гілберта. I-19 та ще 8 підводних човнів дістали наказ атакувати ці сили. Командир I-19 не підтвердив отримання наказу, а остання радіограма з човна надійшла ввечері листопада.
Існує версія, що I-19 загинув у районі островів Гілберта 25 листопада. Ввечері цього дня есмінець «Редфорд» у районі за сотню кілометрів на захід від атола Макін встановив радарний контакт з підводним човном, який через сорок хвилин занурився. Втім, ще за 10 хвилин есмінець відновив контакт, цього разу за допомогою сонара, та скинув 7 глибинних бомб.
Разом з I-19 загинули всі 105 осіб, що перебували на борту.

## Бойовий рахунок
| Дата       | Назва                            | Тип        | Тоннаж | Місце                              |
| 24.12.1941 | Absaroka                         | лісовоз    | 5698   | поблизу Форт-МакАртур (Каліфорнія) |
| 15.09.1942 | «Восп»                           | авіаносець | 14900  | 12°18'S 164°15'E                   |
| 19.10.1942 | «О'Браєн»                        | есмінець   | 1570   | між Фіджі та Самоа                 |
| 30.04.1943 | Phoebe A. Heartst                | транспорт  | 7176   | 20°7'S 177°33'E                    |
| 16.05.1943 | William K. Vanderbilt            | транспорт  | 7181   | поблизу Суви (Фіджі)               |
| 13.08.1943 | M. H. DeYoung (остаточна втрата) | транспорт  | 7176   | поблизу Фіджі                      |